# VC Shirvan
VC Shirvan (azer. Shirvan Voleybol Klubu)  - azerski żeński klub siatkarski, powstały w 2010 r. w Shirvanie. Klub występuje w rozgrywkach azerskiej Superligi. W sezonie 2010/2011 jest beniaminkiem tych rozgrywek. 